# Bâton
 (mars 2014).
Si vous disposez d'ouvrages ou d'articles de référence ou si vous connaissez des sites web de qualité traitant du thème abordé ici, merci de compléter l'article en donnant les références utiles à sa vérifiabilité et en les liant à la section « Notes et références ».
Pour les articles homonymes, voir Baton (homonymie).

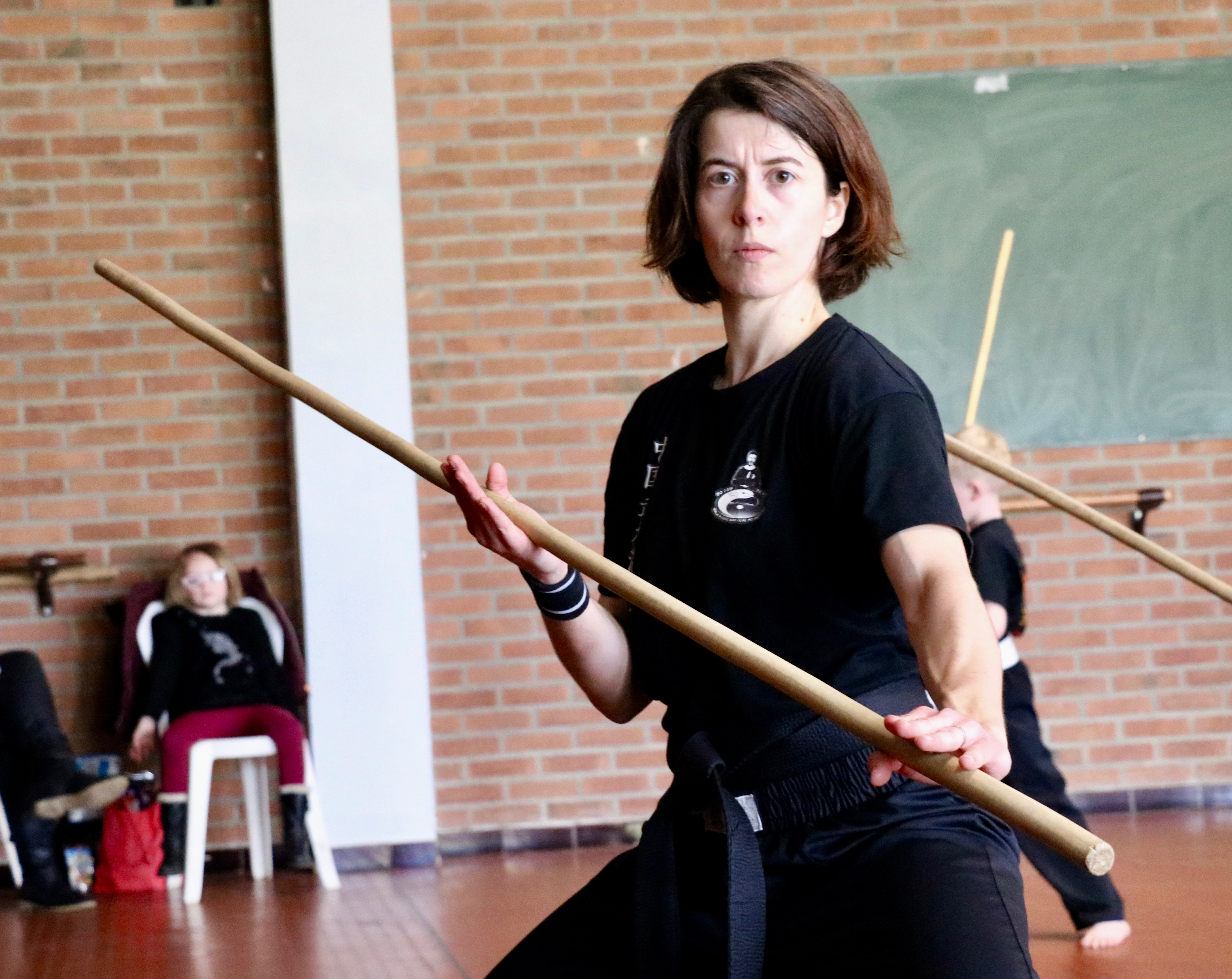
Bâton dans les arts martiaux.

Un bâton est un objet dur de mêmes proportions mais généralement plus gros qu’une baguette. Un bâton peut être fait de divers matériaux (bois, fibre de verre, aluminium).
Plus généralement, le mot « bâton » évoque tout objet de forme fine, rectiligne et allongée.
À l'origine, le mot s'écrit baston (d'où bastonnade), que l'argot a conservé ; il s'est mué par amuïssement (un phénomène lexical de « paresse langagière ») en « bâton », mot dans lequel l'accent circonflexe rappelle le « s » disparu.

## Utilité
De nombreux noms d'objets contiennent le mot bâton ; ces objets peuvent avoir des usages variés :
Le bâton peut être un outil de soutien, pour le voyageur, le pèlerin, le berger ou le pasteur ; il peut être placé comme repère.
Le bâton peut marquer l'autorité, le pouvoir, par la menace ou la punition.
Le bâton peut être une arme, en général improvisée et non létale ; cependant le Jō-jutsu ou le Bō-jutsu japonais sont des arts martiaux fondés sur l'usage d'un bâton, le Jo pour sa version moyenne et le Bo pour sa version longue.
La bastonnade (volée de coups de bâton) peut être utilisée comme châtiment corporel.
Le bâton peut également servir pour jouer avec son chien.

### Jeu
Les bâtons sont une enseigne (couleur) dans les jeux de cartes italiens, espagnols et certains jeux de tarots comme le tarot de Marseille.

#### Jonglerie
Le bâton (ou « staff » en anglais) est un accessoire de jonglerie. Le jongleur peut utiliser un ou deux bâtons. Dans le deuxième cas, il utilisera des bâtons de taille réduite.
Un bâton peut être constitué d’un long tube d’aluminium (entre 80 cm et 1,60 m) au milieu duquel on pose un grip pour le confort et l’exécution de certaines techniques. S’il doit être enflammé on parle de bâton de feu, on fixe aux extrémités des mèches généralement en kevlar qu’on imbibera de kerdane.
Les techniques en staff sont assez variées et différentes selon que l’on utilise un ou deux bâtons. On note trois grandes familles :
- les rotations qui s’apparentent aux techniques des bollas ;
- le contact, où l’on fait passer le bâton sur une partie de son corps ;
- les lancers.

Il existe un autre instrument de jonglerie appelé le « bâton du diable », manipulé avec deux baguettes.

### Symbole
Le bâton est un symbole de simplicité, de dépouillement, de défense, d’autorité, de victoire (trophée), de pouvoir.
En Asie, les dragons sont apprivoisés au moyen d’un bâton et en Chine les forces du mal étaient chassées avec un bâton.
Le bâton est un balai chez les sorcières. Il canalise l’énergie pour un exorcisme (dans la Bible, libération de Moïse, et dans la naissance des sources). Le bâton de Moïse est un puissant symbole.
Le bâton d'Asclépios (ou signe du caducée), associé désormais à la médecine et à la pharmacie.
Le bâton d’évêque est appelé crosse épiscopale.
En France du bâton porté traditionnellement lors de cérémonies par le représentant de la confrérie de Saint-Nicolas, l'un des saints patrons des juristes. 
Chez les avocats de culture francophone, le bâton renvoie à celui porté par le bâtonnier (représentant élu des avocats inscrits à son barreau), orné de l'effigie d'un des saints patrons des juristes (Saint Nicolas) ou Saint Yves). Ainsi, lors de l'élection d'un nouveau bâtonnier, ce bâton cérémoniel est transmis au cours de la cérémonie de "passation de bâtonnier".
Autres symboles :
- Bâton cantoral (religion)
- Bâton de parole (société)
- Bâton de maréchal
- Daṇḍa

### Outil
Le bâton du chef d'orchestre dont on se servait à l’époque baroque pour battre la mesure en la frappant au sol est remplacé de nos jours par une baguette. Jean-Baptiste Lully est mort d’une gangrène qui a suivi la blessure occasionnée par son bâton de direction (une grande canne) avec laquelle il s’était violemment frappé le pied.

### Arme
Du XIIe au XVe siècle, le mot bâton désigne toute arme offensive autre que l’épée. La lance, la masse d'armes, la hache, la vouge sont souvent appelées bâtons.
- Bâton de combat
- Bâton à feu, nom donné au fusil à poudre noire
- Le bâton dans les arts martiaux Chinois
- Le bâton dans le Silambam, un art martial traditionnel indien (du Tamil Nadu)

### Forme
Une barre chocolatée inventé en Belgique par la chocolaterie Jacques qui dépose le brevet en 1936 est désignée par l'expression  « bâton de chocolat » ; cette confiserie de forme allongée est divisée en plusieurs morceaux facilement détachables pour une dégustation à la main plus aisée.
Une salaison industrielle a pris le nom de « bâton de berger ».

## Expressions
- Discussion à bâtons rompus : discussion sans fil particulier
- Passer le bâton de la parole : après s’être senti compris, donner à une autre personne la possibilité de s’exprimer
- Mettre des bâtons dans les roues : empêcher, bloquer quelque chose ou quelqu’un
- Mener une vie de bâton de chaise : Mener une vie de plaisirs et de débauche
- Prendre son bâton de pèlerin : partir en quête de quelque chose
- Recevoir une volée de coups de bâton : se faire rouer de coups